# Ambasada RP w Dublinie
Ambasada Rzeczypospolitej Polskiej w Dublinie (ang. Embassy of the Republic of Poland in Dublin) – polska misja dyplomatyczna w stolicy Irlandii.

## Struktura placówki
- Referat Polityczno-Ekonomiczny
- Wydział Konsularny i Polonii
- Referat Administracyjno-Finansowy

## Historia
Przed II wojną światową Polska nie utrzymywała stosunków dyplomatycznych z Irlandią. Polska nawiązała stosunki dyplomatyczne z Irlandią 30 września 1976. Wcześniej istniały jedynie kontakty handlowe, a w Dublinie funkcjonowało Biuro Polskiego Przedstawicielstwa Handlowego. W Irlandii akredytowani byli:
- ambasador PRL w Kopenhadze (1977–1979);
- ambasador PRL w Brukseli (1979–1981);
- ambasador PRL w Hadze (1981–1984);
- ambasador PRL/RP w Londynie (1984–1991).

W 1991 otwarto Ambasadę RP w Dublinie.

## Konsulaty honorowe RP
Konsulaty honorowe RP na terenie działalności ambasady:
- Limerick[2]
- Kilkenny[2]